# Parapagurus
Parapagurus (лат.) — род морских глубоководных десятиногих раков из семейства Parapaguridae надсемейства раков-отшельников (Paguroidea). Как и другие представители своего семейства, вместо того, чтобы носить на себе раковины брюхоногих моллюсков, как другие раки-отшельники, они несут колонии из десяти или более актиний или зонатарий.

## Виды
На сегодняшний день в род включают 17 видов:
- Parapagurus abyssorum (Filhol, 1885)
- Parapagurus alaminos Lemaitre, 1986
- Parapagurus andreui Macpherson, 1984
- Parapagurus benedicti de Saint Laurent, 1972
- Parapagurus bouvieri Stebbing, 1910
- Parapagurus foraminosus Lemaitre, 1999
- Parapagurus furici Lemaitre, 1999
- Parapagurus holthuisi Lemaitre, 1989
- Parapagurus janetae Lemaitre, 1999
- Parapagurus latimanus Henderson, 1888
- Parapagurus microps de Saint Laurent, 1972
- Parapagurus nudus (A. Milne-Edwards, 1891)
- Parapagurus pilosimanus Smith, 1879
- Parapagurus richeri Lemaitre, 1999
- Parapagurus saintlaurentae Lemaitre, 1999
- Parapagurus stenorhinus Lemaitre, 1999
- Parapagurus wolffi Lemaitre, 1999

## Галерея

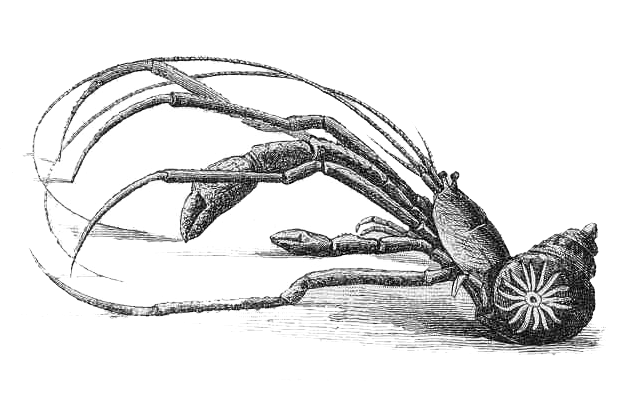
Parapagurus abyssorum
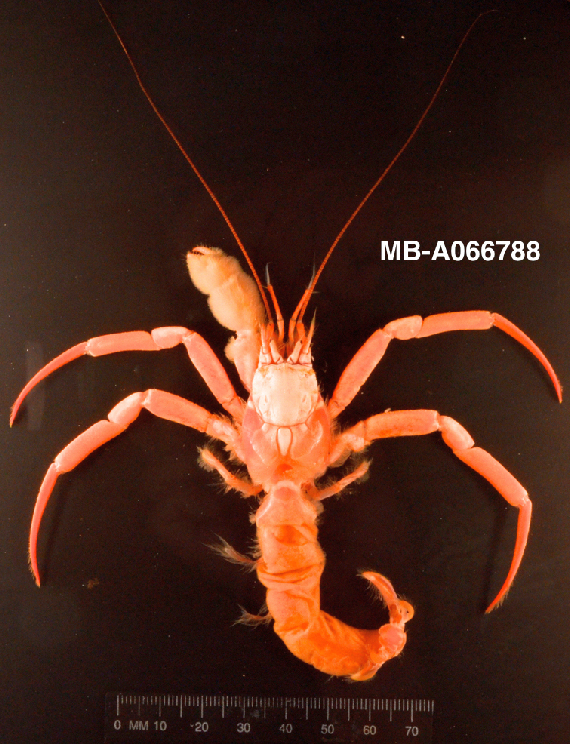
Parapagurus andreui
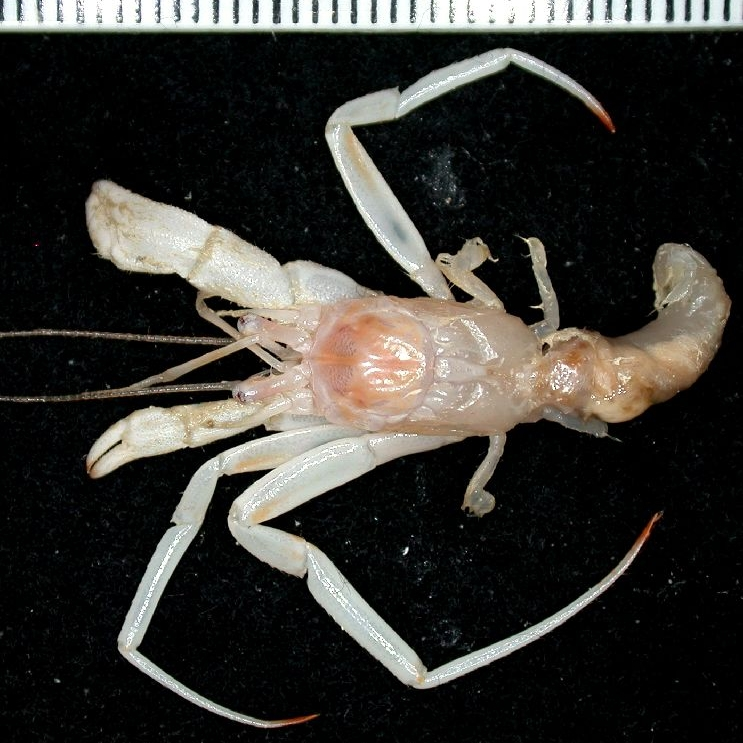
Parapagurus bouvieri
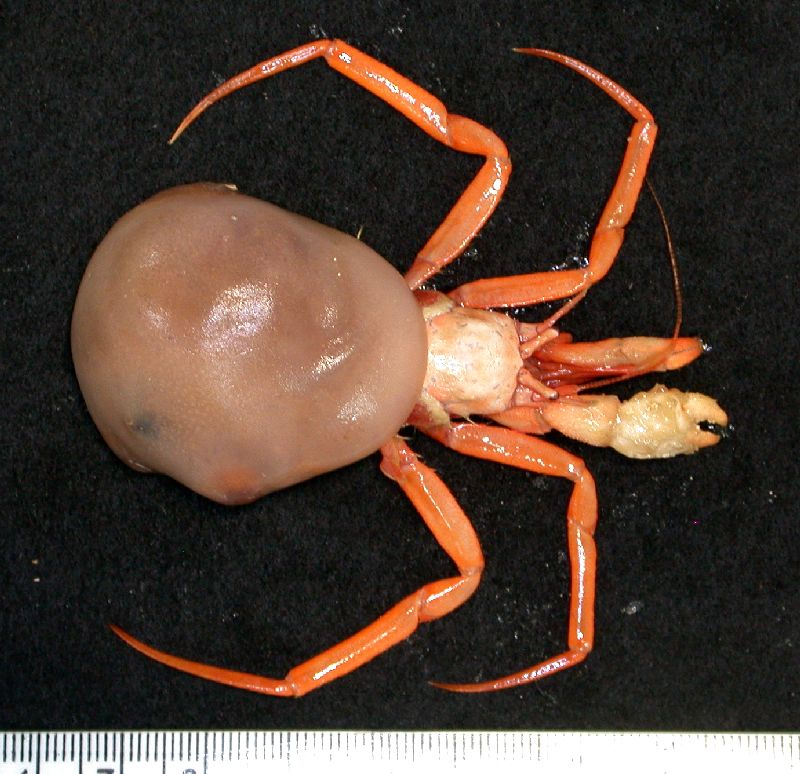
Parapagurus furici
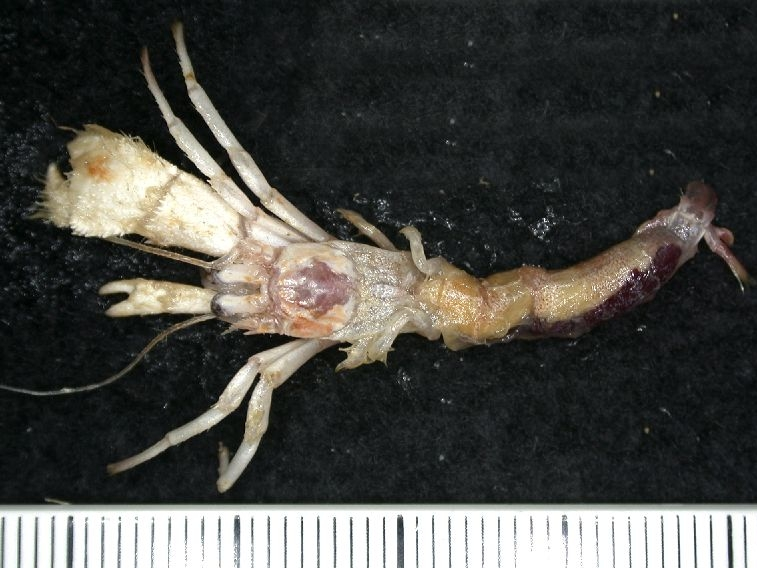
Parapagurus latimanus
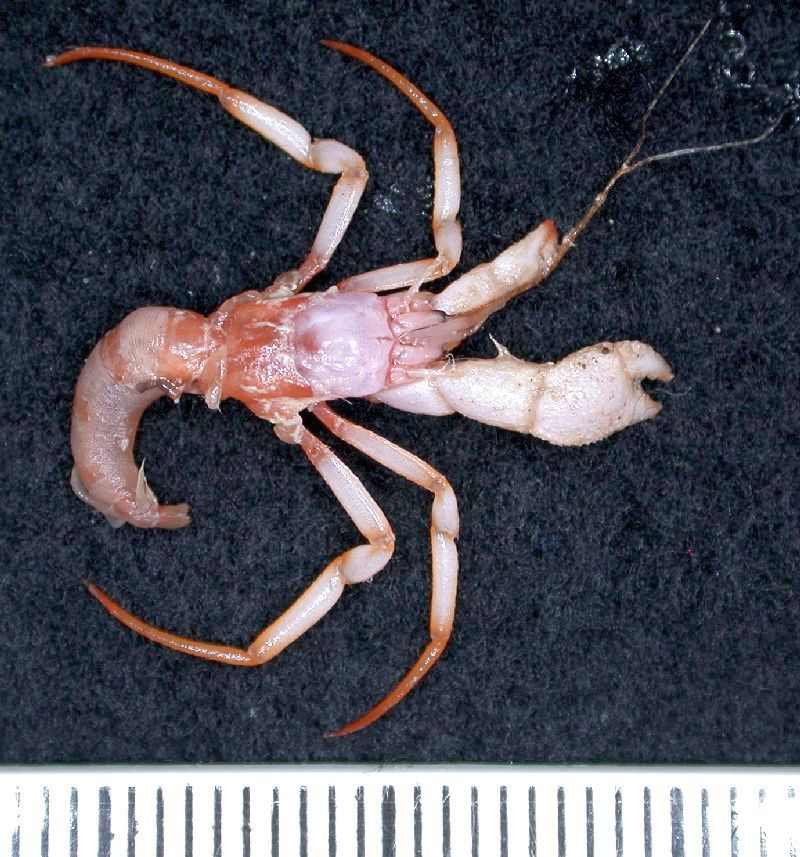
Parapagurus richeri